# Jean II de Namur
Jean II de Namur, né vers 1311, mort le 2 avril 1335, est marquis de Namur de 1330 à 1335. Il est le fils de Jean Ier, marquis de Namur, et de Marie d'Artois.
Il succède à son père le 26 janvier 1330 et renouvèle le 1er juillet les lois et coutumes judiciaires et administratives de L'Écluse, ville qu'il tenait de son père. Le 11 mai 1332, il prend part à une alliance de plusieurs seigneurs des Pays-Bas contre Jean III, duc de Brabant, mais la médiation du roi de France Philippe VI de Valois met fin au conflit.
Il ne s'est pas marié, mais laisse un fils illégitime, Philippe, qui est tué en 1380 à la défense de Termonde.

## Source
- Ch. Piot, « Jean II », Académie royale de Belgique, Biographie nationale, vol. 10, Bruxelles, 1889 [détail des éditions], p. 307-309